# Petre Roman

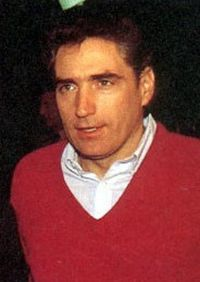
Petre Roman

Petre Roman (Boekarest, 22 juli 1946) is een Roemeens sociaaldemocratisch politicus en natuurkundige.

## Achtergrond en opleiding
Petre Roman is de zoon van Valter Roman (1913-1984), een bekende Roemeense communist die van Transsylvaanse (Zevenburgse) en Joodse afkomst was. Hij vocht tijdens de Spaanse Burgeroorlog (1936-1939) in de Internationale Brigades aan de zijde van de republikeinse regering. In Moskou trouwde hij met de Spaanse Comintern (Communistische Internationale)-activiste Hortensia. Het echtpaar keerde na de Tweede Wereldoorlog naar Roemenië terug en kort daarna werd Petre Roman geboren.
Petre Roman studeerde in 1968 cum laude af in de hydro-energie aan het Electrotechnisch van het Polytechnisch Instituut van Boekarest. Sinds 1971 was hij gediplomeerd ingenieur. Van 1971 tot studeerde hij vloeistofmechanica aan de Universiteit van Toulouse. In 1974 verwierf hij zijn doctorstitel.

## Wetenschappelijke carrière
Ofschoon lid van de Roemeense Communistische Partij (PCR), liet hij zich weinig in met de partijpolitiek en wijdde hij zich volledig aan de wetenschap. Hij was docent aan het Machinebouwkundig College van het Polytechnisch Instituut van Boekarest. Sinds 1976 was hij hoofd projecten van het Polytechnisch Instituut en sinds 1985 is hij hoofd van de Departementen Hydrauliek en Hydraulische Auto's van het Polytechnisch Instituut.

## Politieke carrière

### Premierschap
Petre Roman stond sinds het einde van de jaren 1980 kritisch tegenover het Ceaușescu-regime. Hij werd voor het eerst een bekende bij het grote publiek toen hij op 22 december 1989, kort na de vlucht van president Ceaușescu, vanuit het gebouw van de Nationale Televisie, als lid van het Front voor Nationale Redding (FSN), tijdens een live televisie-uitzending het Ceaușescu-regime veroordeelde. Op 26 december 1989 werd hij premier.
Petre Roman's premierschap werd gekenmerkt door voortdurende strubbelingen met president Ion Iliescu. Iliescu was net als Roman een oudcommunist en was medeoprichter van het FSN - dat aanvankelijk geen partij was, maar in het begin van 1990 wel als zodanig werd omgevormd - maar niet echt bekendstond om zijn democratische opvattingen en wil om te hervormen. Enkele dagen na de oprichting van het FSN traden een aantal prominente personen, waaronder Dumitru Mazilu en Mircea Dinescu, uit dit front omdat de oud-communisten te veel invloed bleven houden. Ofschoon Roman bekendstaat als redelijk liberaal in zijn opvattingen, verdedigde hij het schaamteloze optreden van de door Iliescu opgehitste mijnwerkers die in juni 1990 korte metten maakten aan een anti-regeringsstaking in de Jiuvallei (zie: Mineriad juni 1990). Roman verklaarde tijdens een persconferentie van "kwaadaardige facties" die de macht van de regering ondermijnden.
Petre Roman probeerde tijdens zijn premierschap (26 december 1989 - 1 oktober 1991) de economie te hervormen door geleidelijk aan de staatsbedrijven te privatiseren. In maart 1990 presenteerde Roman tijdens het partijcongres van het FSN een plan om het FSN om te vormen tot een sociaaldemocratische partij West-Europese stijl. Het hervormingsplan werd aanvaard maar stuitte op hevig verzet van de conservatieven. Op 1 oktober 1991 werd Roman als premier vervangen door de partijloze Theodor Stolojan. In 1992 werd hij voorzitter van het FSN. De conservatieven onder president Iliescu verlieten het FSN echter op 7 april 1992 en richtten het Democratisch Front voor Nationale Redding op, later de Partij van Sociaaldemocratie in Roemenië (PDSR) geheten. Petre Roman hervormde het FSN restant en op 28 mei 1993 werd de partij omgedoopt tot Democratische Partij - Front voor Nationale Redding, later kortweg Democratische Partij (PD) genoemd.

## Leider van de PD
Petre Roman was van 1993 tot 2001 voorzitter van de PD. Hij wist van de PD een brede sociaaldemocratische partij te maken waarin plaats was voor sociaaldemocraten Christen-socialisten en liberalen. Het was veel breder georiënteerd dan de PDSR, dat vooral gedomineerd werd door oud-communisten. Het was echter veel minder homogeen en scoorde nooit hoog bij de verkiezingen. In 1996 verbond hij de PD met de PDSR (Sociaaldemocratische Unie). In 2001 verliet Roman de partij, die langzaam maar zeker meer naar rechts was opgeschoven, en vormde een nieuwe partij, Democratische Krachten (Forța Democrată), een sociaaldemocratische partij. Bij de Roemeense parlementsverkiezingen van 2004 behaalde de FD echter geen zetels.
Van 1990 tot 1996 was Petre Roman lid van de Kamer van Afgevaardigden en daarna tot 2004 van de Senaat. Van 1997 tot 1999 was hij voorzitter van de Senaat.

## Familie
Petre Roman is getrouwd met Mioara Iuliu, hoogleraar Arabische beschaving, taal en literatuur aan de Universiteit van Boekarest. Het echtpaar heeft twee dochters, Catinca en Oana.